# Christoph 43
Christoph 43 ist der Funkrufname des in Karlsruhe stationierten Rettungshubschraubers der DRF Luftrettung.

## Geschichte
Die Eröffnung des Luftrettungsstützpunktes Karlsruhe fand am 17. September 1975 statt. Der Flugbetrieb wurde zunächst vom Flugplatz Karlsruhe-Forchheim ausgeführt, bevor man im April 1976 zu den St. Vincentius-Kliniken zog. Bis zur Fertigstellung des Hangars wurde die Maschine zur Nachtruhe weiterhin an den Flugplatz Karlsruhe-Forchheim geflogen. Am 10. Juni 1987, knapp elf Jahre nach Indienststellung von Christoph 43, wurde der Bau des Hangars abgeschlossen.
Das lange in Karlsruhe geflogene Muster Bo 105 wurde im Juni 2007 durch den Eurocopter EC 135 ersetzt. Gegen Ende 2008 flog Christoph 43 seinen 36.000. Einsatz seit Indienststellung. Seit 1. November 2024 kommt an der Station ein Hubschrauber vom Typ Airbus Helicopters H145 D-3 zum Einsatz.
Während die Piloten und HEMS Technical Crew Member von der DRF Luftrettung gestellt werden, fliegen als Notärzte Anästhesisten der St. Vincentius-Kliniken mit.
Aufgrund von Bauarbeiten an den St. Vincentius-Kliniken Karlsruhe war der Hubschrauber vom 25. Januar 2016 bis 14. Januar 2025 am Flughafen Karlsruhe/Baden-Baden stationiert. Seit der Fertigstellung des Ersatzneubaus ist der Rettungshubschrauber wieder auf dem Dachlandeplatz stationiert. Die Rückkehr nach Karlsruhe erfolgte am 14. Januar 2025.

## Einsatzgebiet
Der Karlsruher Rettungshubschrauber wird von der Integrierten Leitstelle Karlsruhe disponiert und kann von den umliegenden Leitstellen wie zum Beispiel Offenburg oder Mittelbaden angefordert werden. Das Einsatzgebiet erstreckt sich vom nördlichen Schwarzwald bis hin zur Kurpfalz.

## Zwischenfälle
- 20. Oktober 1977 – Bei der Überführung eines Hubschraubers zum Flugplatz Karlsruhe-Forchheim gerät dieser bei widrigen Wetterbedingungen (Nebel) beim Anflug in eine Hochspannungsleitung, wobei alle drei Besatzungsmitglieder ihr Leben verlieren.